# ليزلي دوغلاس جاكسون
ليزلي دوغلاس جاكسون (بالإنجليزية: Leslie Douglas Jackson)‏ هو طيار أسترالي، ولد في 24 فبراير 1917 في بريزبان في أستراليا، وتوفي في 17 فبراير 1980 في Southport, Queensland ‏ في أستراليا.